# ЮВТ Аэро
ЮВТ Аэро (расшифровывается как Юго-Восток Татарстана, юридическое название АО «ЮВТ АЭРО») — российская региональная авиакомпания, созданная в 2015 году на базе закрывшейся Ак Барс Аэро. Выполняет регулярные пассажирские авиарейсы из городов Татарстана.
Базируется в аэропортах Казани, Бугульмы и Бегишево. Штаб-квартира компании расположена в Бугульме. Генеральный директор — Пётр Трубаев.

## История
Авиакомпания была основана в Бугульме 9 апреля 2015 года после прекращения деятельности в январе этого же года авиакомпании Ак Барс Аэро, основной флот и руководящий состав которой перешёл в ЮВТ Аэро. Сто процентов акций компании на тот момент принадлежало генеральному директору компании АкБарсЛайн Олегу Пантелееву.
Восьмого июля 2015 года ЮВТ Аэро получила сертификат эксплуатанта, а 15 июля лицензию на выполнение коммерческих пассажирских полётов. 17 июля авиакомпанией был выполнен первый регулярный рейс из Бугульмы в Москву. 24 июля компания приступила к выполнению рейсов в Москву и из Казани. В ноябре 2015 года флот ЮВТ Аэро, изначально состоявший из трёх самолётов Bombardier CRJ200, пополнился ещё тремя такими же самолётами, переданными от Ак Барс Аэро. В дальнейшем авиакомпанией планируется получение ещё восьми оставшихся у Ак Барс Аэро таких воздушных судов, а также расширение своей маршрутной сети с другими городами России. Также планируется обновить авиапарк в I квартале 2019 года ещё парой новых ВС — Embraer E-190. Но этого не произошло. В 2023-2024 годах флот авиакомпании должен был пополнится четырьмя самолётами «Ту-214», заказанных у Казанского авиационного завода, однако поставки в итоге отложены до 2025-2026 гг. 

## Маршрутная сеть
По состоянию на октябрь 2021 года авиакомпания ЮВТ Аэро выполняет рейсы в следующие города:

## Флот
По состоянию на февраль 2022 года размер флота АО «ЮВТ Аэро» составляет 7 самолётов и 1 вертолёт. Средний возраст самолётов на январь 2023 года составляет 21,9 лет.